# Gisela, el gran show
Gisela, el gran show es un programa de televisión peruano conducido por la presentadora de televisión del mismo nombre, Gisela Valcárcel. Emitido por la cadena América Televisión desde el 10 de mayo hasta el 27 de diciembre de 2014 y producido por GV Producciones, propiedad de la conductora.

## Mecánica
El programa cuenta con secuencias-concursos en los cuales diversos artistas invitados, que incluye a las personalidades del programa Esto es guerra y a los personajes ficticios de las series Al fondo hay sitio y Mi amor, el wachimán participan por llevarse el premio de la noche. Por otra parte, el programa también tiene la secuencia El desafío, en la cual un artista es invitado para cumplir un reto y apoyar a una causa social.

## Mi hombre puede
Secuencia que es similar al formato del programa My man can de Red Arrow International, en el que participan tres parejas de famosos. Las mujeres se sientan alrededor de una mesa de póker y apuestan sus fichas de acuerdo a cuánta fe le tienen a sus compañeros para realizar diferentes desafíos. La pareja ganadora de la noche se lleva un premio.
| Fecha                   | Participantes | Pareja Ganadora                                                | Premio                                                |
| ----------------------- | --- | -------------------------------------------------------------- | ----------------------------------------------------- |
| 10 de mayo de 2014      | Jacobo Eskenazi y Natalie Vértiz / Federico Salazar y Katia Condos / José Luis «Puma» Carranza y Carmen Rodríguez                                | Jacobo Eskenazi y Natalie Vértiz                               | Viaje a la Riviera Maya                               |
| 17 de mayo de 2014      | Eduardo Pastrana y Silvia Cornejo / Mario Hart y Alejandra Baigorria / Mauricio Diez Canseco y Dailyn Curbelo                                    | Eduardo Pastrana y Silvia Cornejo                              | Viaje a Cancún                                        |
| 24 de mayo de 2014      | Erick Elera y Analía Rodríguez / Sully Sáenz y Evan Piccolotto / Saskia Bernaola y Leandro Mikati                                                | Saskia Bernaola y Leandro Mikati                               | Viaje a Punta Cana                                    |
| 31 de mayo de 2014      | Jaime Mandros y Sheyla Rojas / Maju Mantilla y Joselito Carrera / Juan Carlos Orderique y María Victoria Santana                                 | Jaime Mandros y Sheyla Rojas                                   | Viaje y Crucero en el Caribe                          |
| 7 de junio de 2014      | Gino Assereto y Jazmín Pinedo / Alessandra Denegri y Javier Millership / Laly Goyzueta y Mariano Sábato                                          | Gino Assereto y Jazmín Pinedo                                  | Viaje y Crucero en el Caribe                          |
| 14 de junio de 2014     | Jean Paul Strauss y su hija Mia / Orlando Fundichely y sus hijas Luciana & Doris / Rodrigo Sánchez Patiño y su hijos Mikeas & Alexia             | Orlando Fundichely y sus hijas Luciana & Doris                 | Auto cero kilómetros                                  |
| 21 de junio de 2014     | Melissa Loza y Guty Carrera / Fernando Armas y Charo Fernández / Sandra Arana y Simón de Souza                                                   | Melissa Loza y Guty Carrera                                    | Viaje y Crucero en el Caribe                          |
| 28 de junio de 2014     | Carlos Carlín y Lourdes Carlín / Gianella Neyra y Jesús Neyra / Miguel Barraza y Cecilia Barraza                                                 | Carlos Carlín y Lourdes Carlín                                 | Viaje y Crucero en el Caribe                          |
| 5 de julio de 2014      | Johanna San Miguel y Mathías Brivio / La Chola Chabuca (Ernesto Pimentel) y Tommy Portugal / Andy V y Lourdes Sacín                              | La Chola Chabuca (Ernesto Pimentel) y Tommy Portugal           | Viaje y Crucero en el Caribe                          |
| 12 de julio de 2014     | Karina Rivera y sus hijos Alejandro & Luciana / Leslie Stewart y su hija Ariana / Janet Barboza y su hija Antonella                              | Janet Barboza y su hija Antonella                              | Viaje a Punta Cana                                    |
| 19 de julio de 2014     | Nataniel Sánchez y Arturo Chumbe / Mávila Huertas y Erick Osores / La Mamacha (Cathy Sáenz) y Miguel Rebosio                                     | La Mamacha (Cathy Sáenz) y Miguel Rebosio                      | Viaje a Punta Cana                                    |
| 26 de julio de 2014     | Kina Malpartida y Patricio Parodi / Andrea San Martín y Sebastian Lizarzaburú / Angie Arizaga y Nicola Porcella                                  | Kina Malpartida y Patricio Parodi                              | Paquete todo incluido en el hotel Paradisus de Cancún |
| 2 de agosto de 2014     | Karina Calmet y Martín Parra / Claudia Portocarrero y Víctor Hugo Dávila / Rebeca Escribens y Bruno Vernal                                       | Claudia Portocarrero y Víctor Hugo Dávila                      | Viaje a Punta Cana                                    |
| 9 de agosto de 2014     | Julinho y Brenda Carvalho / Gino Pesaressi y Mariana Vértiz / Sofía Franco y Joselito Carrera                                                    | Julinho y Brenda Carvalho                                      | Viaje a Cancún                                        |
| 16 de agosto de 2014    | Angie Jibaja y Felipe Lasso / Cachaza (Carol Reali) y Rafael Cardozo / Viviana Rivasplata y Koky Belaúnde                                        | Angie Jibaja y Felipe Lasso                                    | Viaje a Punta Cana                                    |
| 23 de agosto de 2014    | Mávila Huertas y Erick Osores / Rebeca Escribens y Bruno Vernal / Zelma Gálvez y General Desaire (Carlos Álvarez)                                | Mávila Huertas y Erick Osores                                  | Viaje a Punta Cana                                    |
| 30 de agosto de 2014    | Jacobo Eskenazi y Natalie Vértiz / Eduardo Pastrana y Silvia Cornejo / Mauricio Diez Canseco y Vanessa Jerí                                      | Jacobo Eskenazi y Natalie Vértiz                               | Viaje a Punta Cana                                    |
| 6 de setiembre de 2014  | Isabella Maldini (Karina Calmet) y Joel Gonzáles (Erick Elera)/ Janet Barboza y Pedro Loli / Lucifer (Mónica Torres) y El Juelix (Carlos Solano) | Isabella Maldini (Karina Calmet) y Joel Gonzáles (Erick Elera) | Viaje y Crucero en el Caribe                          |
| 13 de setiembre de 2014 | Susú Ferrand (Daniela Sarfati) y Hiro Moroboshi (Paolo Goya)/ Gino Pesaressi y Melissa Loza / Lourdes Sacín y Andy V.                            | Susú Ferrand (Daniela Sarfati) y Hiro Moroboshi (Paolo Goya)   | Viaje y Crucero en el Caribe                          |
| 20 de setiembre de 2014 | La Mamacha (Cathy Sáenz) y Patricio Parodi / María Grazia Gamarra y André Silva / La Gladys (Kukuli Morante) y El Juelix (Carlos Solano)         | La Mamacha (Cathy Sáenz) y Patricio Parodi                     | Viaje y Crucero en el Caribe                          |
| 27 de setiembre de 2014 | Flor Polo y Néstor Villanueva / Jimena (Camila Zavala) y Tristan (Nikko Ponce) / Cachaza (Carol Reali) y Rafael Cardozo                          | Jimena (Camila Zavala) y Tristan (Nikko Ponce)                 | Viaje y Crucero en el Caribe                          |
| 4 de octubre de 2014    | Brunella Horna y Miguel Arce / Jazmín Pinedo y Gino Assereto / La Teresita (Magdyel Ugaz) y Jaime Mandros                                        | Jazmín Pinedo y Gino Assereto                                  | Dos modernas motocicletas                             |
| 11 de octubre de 2014   | María Conchita Alonso y Francisco Bazán/ Shirley (Areliz Benel) y Claudio (Luis Salas) / Grasse Becerra y David Villanueva                       | Shirley (Areliz Benel) y Claudio (Luis Salas)                  | Viaje a Punta Cana                                    |
| 18 de octubre de 2014   | Norah (Stephanie Orué) y El Duque (André Silva) / Marisol y Jhon Kelvin / Mariella Zanetti y Martín Farfán                                       | Norah (Stephanie Orué) y El Duque (André Silva)                | Viaje a la Riviera Maya                               |
| 25 de octubre de 2014   | Angie Arizaga y Nicola Porcella / Angie Jibaja y Felipe Lasso / Sofía Franco y Jenko Del Río                                                     | Angie Arizaga y Nicola Porcella                                | Auto cero kilómetros                                  |
| 1 de noviembre de 2014  | Gisela Valcárcel y Roberto Martínez Vera-Tudela / Melissa Paredes y Juan Antonio Peña / Silvia Cornejo y Erick Osores                            | Melissa Paredes y Juan Antonio Peña                            | Viaje a la Riviera Maya                               |
| 8 de noviembre de 2014  | Leslie Shaw y George Forsyth / Francesca Maldini (Yvonne Frayssinet) y Dr. Carlos Rojas (Orlando Fundichely) / Sheyla Rojas y Juan Pablo Bezada  | Leslie Shaw y George Forsyth                                   | Viaje a playa Bayahíbe                                |
| 15 de noviembre de 2014 | La Mamacha (Cathy Sáenz) y Carlos Sáenz / Nicola Porcella y Fiorella Solimano de Porcella / Angie Arizaga y Lucho Arizaga                        | La Mamacha (Cathy Sáenz) y Carlos Sáenz                        | Viaje a la Riviera Maya                               |
| 22 de noviembre de 2014 | Mauricio Diez Canseco y Chica dorada / Rosa Valiente y Juan Flores / Anelhí Arias y Dayron Martin                                                | Mauricio Diez Canseco y Chica dorada                           | Viaje a playa Bayahíbe                                |
| 29 de noviembre de 2014 | Rebeca Escribens y Ministro Arresti (Carlos Álvarez) / Fiorella Rodríguez y Bruno Vernal / Melissa Loza y Jacobo Eskenazi                        | Rebeca Escribens y Ministro Arresti (Carlos Álvarez)           | Viaje a playa Bayahíbe                                |
| 6 de diciembre de 2014  | Angie Jibaja y Felipe Lasso / Melissa Paredes y Juan Antonio Peña / Lucifer (Mónica Torres) y Joel Gonzales (Erick Elera)                        | Angie Jibaja y Felipe Lasso                                    | Viaje a playa Bayahíbe y 1500 dólares                 |
| 13 de diciembre de 2014 | Sheyla Rojas y Jaime Mandros "Choca" / Fernanda Kanno y Erick Osores / Patricia Alquinta y Chisiricósoro (Fernando Armas)                        | Sheyla Rojas y Jaime Mandros "Choca"                           | Viaje a playa Blanca (Panamá)                         |
| 20 de diciembre de 2014 | Gisela Valcárcel y Bruno Vernal / La Mamacha (Cathy Sáenz) y Tommy Portugal / Saskia Bernaola y Leandro Mikati "Lele"                            | Gisela Valcárcel y Bruno Vernal                                | Viaje a Jamaica                                       |
| 27 de diciembre de 2014 | Flor Polo y Néstor Villanueva/ María Julia Mantilla y Joselito Carrera / Mónica Torres y Erick Elera                                             | Flor Polo y Néstor Villanueva                                  | Viaje a Punta Cana                                    |

## El desafío
Segmento que presenta un caso social y se invita a una celebridad para que realice un desafío, que generalmente consiste en retos complicados de realizar o que requieren superar miedos. Luego de la participación del artista, se consiguen donaciones o ayudas para el caso presentado.
| Fecha                   | Invitado(a)                        |
| ----------------------- | ---------------------------------- |
| 19 de julio de 2014     | Mauricio Diez Canseco              |
| 9 de agosto de 2014     | Jonathan Maicelo                   |
| 16 de agosto de 2014    | Eddie Hidalgo (El Mero Loco)       |
| 23 de agosto de 2014    | Andy V. y Lourdes Sacín            |
| 30 de agosto de 2014    | Melissa Loza                       |
| 6 de setiembre de 2014  | Sofía Franco                       |
| 13 de setiembre de 2014 | Sheyla Rojas                       |
| 20 de setiembre de 2014 | Gisela Valcárcel y Monique Pardo   |
| 27 de setiembre de 2014 | Carlos Álvarez                     |
| 4 de octubre de 2014    | Vania Bludau                       |
| 11 de octubre de 2014   | María Julia Mantilla               |
| 18 de octubre de 2014   | César Ritter                       |
| 25 de octubre de 2014   | Mauricio Diez Canseco              |
| 1 de noviembre de 2014  | Andy V.                            |
| 8 de noviembre de 2014  | Janet Barboza                      |
| 15 de noviembre de 2014 | Flor Polo Díaz y Néstor Villanueva |
| 22 de noviembre de 2014 | Eddie Hidalgo (El Mero Loco)       |
| 29 de noviembre de 2014 | Viviana Rivasplata                 |
| 6 de diciembre de 2014  | Silvia Cornejo                     |
| 13 de diciembre de 2014 | Leslie Shaw y David Villanueva     |
| 27 de diciembre de 2014 | Angie Jibaja                       |

## Entrevistas
El programa cuenta con una secuencia de entrevistas, en la cual Valcárcel invita a artistas, políticos y diferentes personajes locales o extranjeros. El invitado y la conductora sostienen una charla, la misma que se ve interrumpida para dar paso a los juegos y las menciones publicitarias. Sin embargo, Gisela Valcarcel anuncia que ya no entrevistaría a más personajes polémicos, pues el sentido de su programa es entretener a la familia.
| Fecha                 | Entrevistado(a)               |
| --------------------- | ----------------------------- |
| 10 de mayo de 2014    | Viviana Rivasplata            |
| 17 de mayo de 2014    | Edwin Sierra                  |
| 24 de mayo de 2014    | Carlos Bruce                  |
| 31 de mayo de 2014    | Natalia Málaga                |
| 7 de junio de 2014    | Néstor Villanueva             |
| 14 de junio de 2014   | Paul Olórtegui                |
| 21 de junio de 2014   | Carmen Rodríguez              |
| 28 de junio de 2014   | Abogado de José Luis Carranza |
| 5 de julio de 2014    | Lucía de la Cruz              |
| 12 de julio de 2014   | Milena Zárate y Mariluz       |
| 19 de julio de 2014   | Marcos Witt                   |
| 11 de octubre de 2014 | María Conchita Alonso         |